# BMW 5-serie
BMW 5-serien er en modelserie af øvre mellemklassebiler fra firmaet BMW. Bilen har været på markedet siden 1972, og siden 1991 også som stationcar (af BMW betegnet Touring).
BMW 5-seriens modelbetegnelse står for en nyordning indenfor BMW-programmet, og 5-serien var den første model indenfor denne modelklassificering, som kan føres tilbage til BMWs daværende marketingforstander Bob A. Lutz. Senere blev denne betegnelsesmåde (3-serie, 5-serie, 7-serie) overført til hele modelprogrammet. Mercedes-Benz og Audi fulgte senere med sammenlignelige modelbetegnelser efter et lignende ordningslogik (E-klasse hhv. A6). 5-seriens konkurrenter er bl.a. Mercedes-Benz E-klassen, Audi A6, Lexus GS, Volvo S80/V70 og Jaguar S-type.
Siden september 2009 findes 5-serien også i en combi coupé-udgave med betegnelsen Gran Turismo, som med dele fra 7-serien tilhører luksusklassen.

## Byggeserierne i overblik
5-serie modeller i den øvre mellemklasse:
- E12 (september 1972 til juli 1981; i Sydafrika til 1985), firedørs sedan som direkte efterfølger for "New Class".
- E28 (juli 1981 til december 1987), for første gang også som "M5".
- E34 (december 1987 til september 1995), for første gang også som stationcar "Touring" (september 1991 − juli 1996), for første gang også med firehjulstræk.
- E39 (september 1995 til juni 2003; Touring: marts 1997 til april 2004), M5 ikke længere som Touring og firehjulstræk ikke længere i modelprogrammet.
- E60 (juni 2003 til marts 2010; Touring: april 2004 til efteråret 2010), for første gang også som lang udgave til det kinesiske marked, M5 igen også som Touring. Firehjulstræk xi/xDrive igen muligt.
- F10 (siden januar 2010)
- G30/G31/G32 (september 2016)

- BMW E12, 1972–1981
- BMW E28, 1981–1987
- BMW E34, 1987–1995
- BMW E39, 1995–2003
- BMW E60, 2003–2010
- BMW F10, 2010−

Tilhører også 5-serien, men sælges som luksusbil:
- F07 (siden september 2009), "5-serien GT" sælges sideløbende med den normale 5-serie.

- BMW F07, 2009−

## Generelt
Den 16. marts 2007 fejrede BMW fabrikken i Dingolfings 40-års fødselsdag med bygningen af bil nr. 7.000.000. Det var en 535d, som gik til en kunde i Frankrig. Den 18. november 2009 blev den 5.555.555. 5-serie bil bygget på BMW-fabrikken i Dingolfing, en 525d xDrive, som blev spenderet til Nationalpark Bayerischer Wald.